# Regne de Shambhala
|  | Aquest article tracta sobre el regne mític. Si cerqueu la muntanya russa, vegeu «Shambhala (muntanya russa)». |

Shambhala (sànscrit: शम्भलः Śambhalaḥ, també escrit Shambala o Shamballa; tibetà: བདེ་འབྱུང, wylie: bde 'byung; xinès: 香巴拉; pinyin: xiāngbālā) és un regne mític de les tradicions hindú i budista tibetana. Es diu que el regne es presenta en la forma d'una flor de lotus envoltada per una serralada de muntanyes nevades. Al centre s'hi troba el palau del rei de Shambhala, el qual governà des de la ciutat de Kalapa. En alguns texts Shambhala és anomenada Shangri-la. El regne Shambhala es menciona en diversos texts antics, inclòs el Kalachakra Tantra i els antics texts de Zhangzhung del Tibet occidental. Alguns texts hindús com el Vishnu Purana mencionen el regne de Shambhala com a lloc de naixement de Kalki, l'encarnació final de Vixnu, que marcarà el començament d'una nova era (Satya Yuga). El regne de Shambhala gradualment es va anar convertint en una terra pura per als budistes, un regne fabulós, amb uns fonaments més espirituals que físics o geogràfics. Va ser en aquesta forma con va arribar a les societats occidentals, on va influenciar tant als budistes com als no budistes i a la cultura popular en general.

## Shambhala en l'hinduisme
En el Rigveda, el text més antic de l'Índia (de meitats del segon mil·lenni abans de Crist) no es fa cap menció al Shambhala; la primera menció es fa en el Mahabharata (del segle III a.C), on s'explica que Shambhala és el lloc de naixement de Kalki. A més a més diu que està ubicada a la serralada de l'Himalaia, entre el riu Ganges i el riu Rathaprà. També en el Bhagavata-purana (segle xi d.C) en fa menció quan diu que el savi Śukadeva Goswāmī (fill del savi Viasa) fa una predicció al rei Parikshit (net d'Arjuna) sobre el naixement de últim avatar de Vixnu, el guerrer Kalki, al final de l'era de Kali (d'aquí a 427.000 anys).
Altres fonts en l'hinduisme apunten a que Shambala mítica podria ser la localitat anomenada Sambhal, a Moradabad. També el Kalacakra Tantra en fa menció, i també en fa el Vishnu purana.

## Shambhala en el budisme
Segons el budisme, el regne de Shambhala és governat per Maitreya, el futur buda. El tantra de Kalachakra profetitza que quan el món es converteixi en guerra i avarícia el rei número 25 de Kalki emergirà de Shambhala amb un gran exèrcit per a vèncer les forces de l'obscuritat i iniciar una edat daurada a nivell mundial. El 14è Dalai Lama va dir el 1985 que ell creia en l'existència del Sahambhala però no com a lloc físic, sinó com una terra pura dins de l'àmbit humà. També va dir que sense els mèrits ni l'associació kàrmica real ningú podria arribar al Shambhala.

## Shambhala a occident
A occident el regne de Shambhala causà fascinació, sobretot a partir de la difusió al segle XVII d'alguns texts budistes que en parlaven. El Tibet i les seves antigues tradicions no foren coneguts fins al segle xx, i la poca informació que arribava era en el millor dels casos atzarosa.
La primera informació sobre Shambhala que va arribar a occident provenia del missioner catòlic portuguès Estêvão Cacella, qui sentí a parlar sobre Shambhala (transcrita com a Xembala) i va pensar que era un altre nom per a referir-se a Catai o la Xina. L'any 1967 va visitar Tashilhunpo, la seu del Panchen-lama, i allà va descobrir el seu error. L'any 1833 va publicar-se el primer escrit geogràfic sobre un fabulós país al nord situat entre les latituds 45' i 50', per part de l'acadèmic hongarès Kőrösi Csoma.
A finals de segle, Shambhala va ser mencionat als llibres d'Helena Petrovna Blavatsky, i des de llavors fou força conegut a occident, arrelant als cultes esotèrics i propiciant expedicions i intents de localització com els duts a terme per Nicholas Roerich (1926), Yakov Blumkin (1926), Yakov Blumkin (1926) 1928), Heinrich Himmler i Rudolf Hess (1930, 1934-35, 1938-39).